# Анакреонтическая поэзия

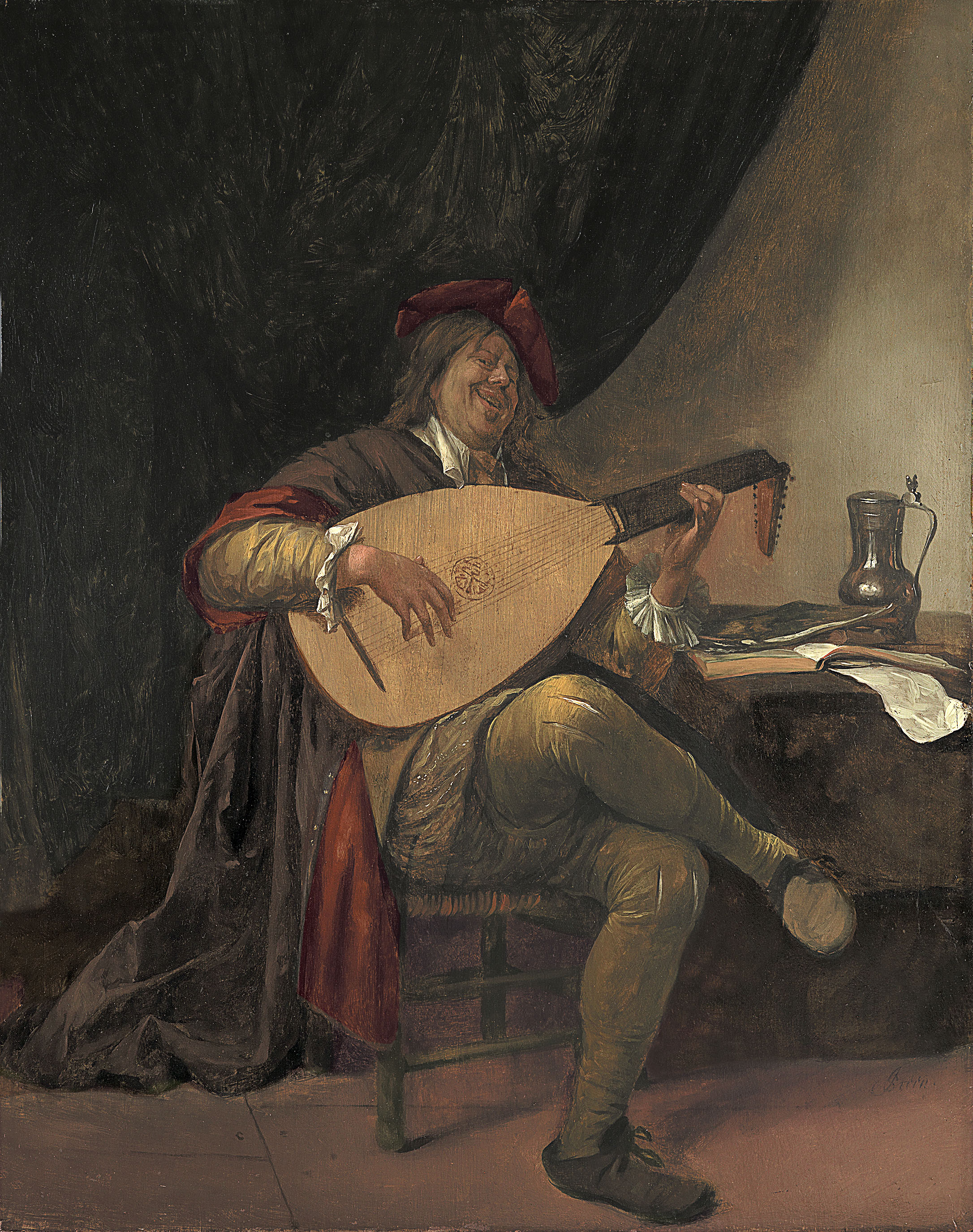
Автопортрет с лютней.
Ян Стен, XVII век.

Анакреонти́ческая поэ́зия (от др.-греч. Ἀνακρέων — Анакреонт) — жанр лирической, то есть, первоначально исполняемой под звуки лиры, поэзии, воспевающей радость беззаботной жизни, чувственные наслаждения, всеохватывающее веселье.

## Общие сведения
Жанр получил название по имени древнегреческого лирика Анакреонта. Легкость содержания и формы, музыкальность стихотворений обеспечили поэту популярность и широкий круг почитателей. Подражания начались ещё в древности — в пору эллинизма и Римской империи:131.
Произведения Анакреонта сохранились только в отрывках. По этой причине образцом анакреонтической поэзии стало творчество последователей, попавшее в позднегреческий сборник «Анакреонтика» (лат. Anacreontea).
Впервые он был издан во Франции Анри Этьеном в 1554 году с латинского перевода и имел название «Оды Анакреона» (фр. Odes d'Anacréon). Основой сборника послужили две рукописи X века, происхождение которых осталось неизвестным. Сборник содержит иногда очень изящные, в стиле и духе Анакреонта стихотворения, тем не менее, чрезмерно подчеркивающие любовные или застольные утехи. Тонкая свежесть оригинала часто смешана с приторной, хотя иногда и признанно обаятельной фривольностью, не свойственной самому Анакреонту. Этот сборник Анри Этьена впоследствии и создал славу Анакреонту и вызывал неоднократные подражания в позднейшей литературе.
В значительной степени, именно благодаря сборнику «Анакреонтика» жанр стал популярным в европейской литературе Возрождения и Просвещения. Этому также способствовало и распространённое тогда увлечение философией Эпикура.
В отличие от первых последователей Анакреонта, европейские авторы в своём большинстве не придерживаются стихотворного размера оригинала, сохраняя только тему и дух его творчества.
Во Франции произведения в рамках этой традиции создавали Эварист Парни, Андре Шенье, Вольтер, Пьер Беранже, Гийом Шольё; в Италии — Луи-Виктор Савиоли; в Германии — Иоганн Глейм, Готхольд Лессинг; в Англии — Эдмунд Уоллер, Джон Гэй.
Подражание древним: Анакреонт

А. Н. Майков (1852)

В день собранья винограда,

В дверь отворенного сада

Мы на праздник Вакха шли

И — любимца Купидона —

Старика Анакреона

На руках с собой несли.

Много юношей нас было,

Бодрых, смелых, каждый с милой,

Каждый бойкий на язык;

Но — вино сверкнуло в чашах —

Мы глядим — красавиц наших

Всех привлек к себе старик!

Дряхлый, лысый, весь разбитый,

Череп, розами покрытый, —

Чем им головы вскружил?

А они нам хором пели,

Что любить мы не умели

Как когда-то он любил!

## Анакреонтическая поэзия в России
Анакреонтическая традиция в русской литературе начинается с Антиоха Кантемира, опубликовавшего в 1736 году 55 стихотворений Анакреонта в собственном переводе.
Около 1760 г. М. В. Ломоносов создал «Разговор с Анакреонтом» — русское переложение четырёх стихотворений Анакреонта, на каждое из которых приводится собственный стихотворный ответ Ломоносова.
В 1804 году Г. Р. Державин издал сборник «Анакреонтические песни», куда поместил оригинальные стихотворения, а также переложения и переводы из Анакреонта, Сапфо и других греческих поэтов.
Переложения Анакреонта и подражания разной степени вольности создавались и многими другими российскими поэтами, например, К. Н. Батюшковым, А. А. Дельвигом, А. С. Пушкиным, В. К. Тредиаковским, Н. М. Языковым.